# Gare de La Roche-Maurice
Gare de La Roche-Maurice – przystanek kolejowy w La Roche-Maurice, w departamencie Finistère, w regionie Bretania, we Francji.
Został otwarty w 1882 roku przez Compagnie des chemins de fer de l'Ouest. Jest przystankiem kolejowy Société nationale des chemins de fer français (SNCF) obsługiwanym przez pociągi TER Bretagne kursujące między Brest i Morlaix.